# Hexophthalma
Genre
Synonymes
- Hexomma Karsch, 1878 nec Thorell, 1876

Hexophthalma est un genre d'araignées aranéomorphes de la famille des Sicariidae.

## Distribution
Les espèces de ce genre se rencontrent en Afrique australe.

## Liste des espèces
Selon World Spider Catalog (version 19.0, 11/04/2018) :
- Hexophthalma albospinosa (Purcell, 1908)
- Hexophthalma binfordae Lotz, 2018
- Hexophthalma damarensis (Lawrence, 1928)
- Hexophthalma dolichocephala (Lawrence, 1928)
- Hexophthalma goanikontesensis Lotz, 2018
- Hexophthalma hahni (Karsch, 1878)
- Hexophthalma leroyi Lotz, 2018
- Hexophthalma spatulata (Pocock, 1900)

## Publications originales
- Karsch, 1879 : Sieben neue Spinnen von Sta Martha. Entomologische Zeitschrift, Stettin, vol. 40, p. 106-109 (texte intégral).
- Karsch, 1878 : Exotisch-araneologisches. Zeitschrift für die Gesammten Naturwissenschaften, vol. 51, p. 322-333 & 771-826.